# East China Normal University
East China Normal University (ECNU; forenklet kinesisk: 华东师范大学; pinyin: Huádōng Shīfàn Dàxué) er et anset universitet beliggende i Shanghai, Kina. Universitetet blev grundlagt den 16. oktober 1951. Det er opkaldt efter skrifttegnsforkortelsen for Huashida.